# 新幹線リレー号
新幹線リレー号（しんかんせんリレーごう）とは
- 1982年（昭和57年）から1985年（昭和60年）まで上野 - 大宮間を東北本線経由で運行していた東北新幹線・上越新幹線連絡列車。
- 1985年（昭和60年）と1986年（昭和61年）に新井・高田・直江津 - 長岡間を信越本線経由で運行していた臨時快速列車。
- 1995年（平成7年）10月22日・25日・29日に、長野新幹線工事による上越新幹線・高崎駅‐越後湯沢駅間運休に伴い、同区間を上越線経由で運行していた臨時特急列車。
- 1998年（平成10年）から2001年（平成13年）まで、八王子・府中本町 - 大宮間を中央本線・武蔵野線経由で運行していた快速列車。むさしの号を参照。
- 2011年（平成23年）東北地方太平洋沖地震発生後の東北新幹線復旧期間中に福島 - 仙台間を東北本線経由で運転していた東北新幹線連絡列車。

## 新幹線リレー号（1982年 - 1985年）

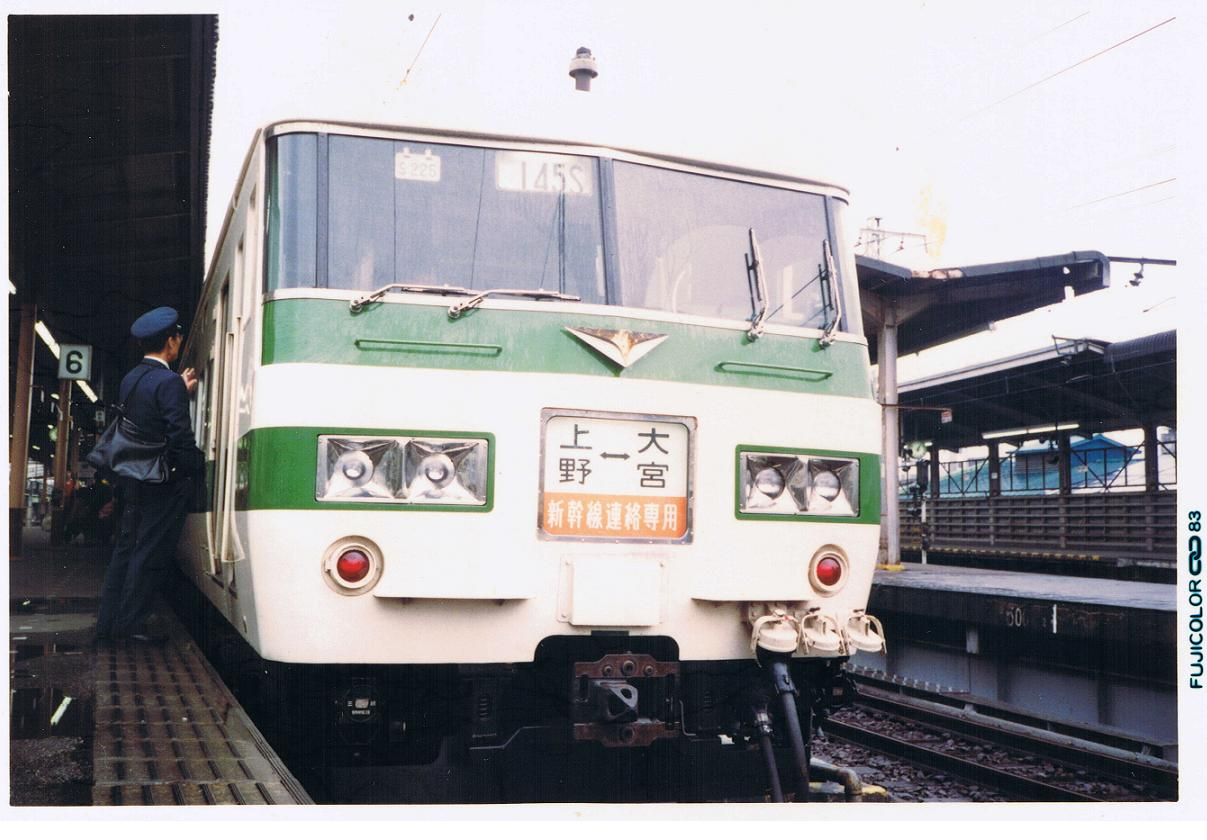
上野駅にて（1983年撮影）

1982年（昭和57年）6月23日の東北新幹線大宮 - 盛岡間暫定開業に際して上野 - 大宮間の輸送を行うために運行された専用列車である。
当初は同年11月15日に予定された上越新幹線開業までの暫定ダイヤであったことから、所定の185系200番台のみならず急行列車用455系・457系電車・普通列車用115系電車による運行もあったが、上越新幹線開業後は185系200番台による14両編成の限定運用となった。
営業上は新幹線列車の延長とされ上野 - 大宮間は無停車としたほか以下の特徴を備えていた。
- 両駅ともに発着ホームを限定[注 1]した上でホームへの通路も一般の通路とは区分された。
- 新幹線用（FREX）を除く定期券での乗車も不可であったほか、新幹線特急券を所持していない場合は乗車不可と一部の時刻表（国鉄監修 時刻表など）案内されていたこともあり、実際に中間改札やホームでの乗車券・特急券の確認も行っていた。ただし、当時の旅客営業規則では定期券以外の上野 - 大宮間を含む乗車券（普通回数券を含む）を所持していれば乗車可能と規定していたため、空席があれば非定期の在来線利用客（見送り客・出迎え客を含む）が乗車できる場合があった。
- 列車編成中に連結してあるグリーン車は「シルバーカー」の名称で新幹線特急グリーン券を有しているものないしは体が不自由な乗客への「優先席」とした上で普通車扱い[注 2]としていた。
  - 当時としては珍しい「リレーガール」と愛称の付いた女性客室乗務員が乗務し主にシルバーカー利用客の案内や体が不自由な乗客に対して乗降などの介助にあたった。

運行時分は定期列車のダイヤパターンに準じ29分程度で運行されたが、本区間は東北本線・高崎線の普通列車または京浜東北線による輸送も視野に入っており、当時の時刻表の東北新幹線・上越新幹線の欄には接続列車の時刻として本列車以外にも上述列車も乗換標準時間内に収まれば「接続列車」として収録された。ただし新幹線の臨時列車に接続する列車は設定されていない。
東北・上越新幹線上野開業による1985年（昭和60年）3月14日のダイヤ改正をもって運転終了し、本列車で運用されていた185系200番台は「草津」など上野発着の165系を使用した急行列車の新特急格上げやエル特急「踊り子」の増発に転用された。廃止までの3か月間、これを前後に検査周期の関係で先行して斜めストライプ（踊り子色）で運用された編成や、逆にリレー号塗色のまま転出して「踊り子」に使用されたもあった。

### 復活運転
2002年（平成14年）6月23日に東北新幹線大宮開業20周年記念として、大宮発仙台行「想い出のあおば」の接続列車として約17年ぶりに復活運転された。
編成は田町電車区（現・田町車両センター）所属のB6編成（踊り子用）と新前橋電車区（現・高崎車両センター）所属のS211-S212編成（Express185）を併結した14両編成でグリーン車を含め全車普通車自由席の設定で運行した。
また2017年（平成29年）6月24日にも、東北新幹線大宮開業35周年記念で大宮 - 盛岡間の「東北新幹線開業35周年記念号」とセットの団体臨時列車扱いで上野 - 大宮間で運行された。車両は185系B4編成＋B7編成の10両が使用され、前述の廃止直前期に見られたストライプ色であり、幕板部のJNRマークも再現された。
さらに2022年（令和4年）7月2日にも、「『ドキドキ、キタキタ、北東北』夏の観光キャンペーン」開催および東北新幹線大宮開業40周年記念で大宮 - 盛岡間の「東北新幹線開業40周年記念号」（E2系J66編成[200系復刻カラー]充当）と盛岡 - 青森間の「国鉄色特急列車はつかり号」（E653系K70編成[国鉄特急色編成]充当）とのセットの団体臨時列車扱いで上野 - 大宮間で運転されている。
同年11月12日には、上越新幹線開業40周年を記念し、当時の200番台塗装に塗り替えられた185系C1編成を使用して大宮-上野間を1往復した。

## 新幹線リレー号（1995年）
1995年（平成7年）10月22日・25日・29日に、上越新幹線・高崎駅から北側約4km地点の下り線に、長野新幹線（北陸新幹線）との分岐器「ノーズ可動式38番高速分岐器」を挿入する工事を行う事になり、高崎駅 - 越後湯沢駅間を部分運休させる必要が生じ、同区間を上越線経由で代走させるために設定された。
編成は上沼垂運転区の485系や長野総合車両所の489系、新前橋電車区の185系200番台などが用いられ、青森運転所（当時）所属の485系と583系も応援として充当された。

## 新幹線リレー号（2011年）
2011年3月11日に発生した東北地方太平洋沖地震（東日本大震災）は、東北新幹線や在来線にも影響を及ぼしたが、東北本線は4月7日までに福島以南と仙台以北が復旧した。一方、東北新幹線は同月12日に東京 - 福島間が復旧したが福島以北の復旧はずれ込む見通しとなった。このためJR東日本は同日復旧した、東北本線の福島 - 仙台間を快速運転する「新幹線リレー号」の運転を開始し、3時間数分から3時間数十分の所要時間で東京 - 仙台間の移動を可能とした。
- 途中停車駅は白石のみ
- 仙台車両センター所属の485系・583系・E721系により運転[5][6]
- 全車自由席[7]

なお、同区間を同じ白石のみ停車で運転する臨時快速も数本設定されたが、こちらは「新幹線リレー号」の愛称は使用されなかった。
同月25日に、東北新幹線の福島 - 仙台間が復旧開通したことに伴い、東北本線の新幹線リレー号は前日の24日限りで運転を終了した。